# هنری بیکر
هنری بیکر (انگلیسی: Henry Baker؛ زاده ۸ مه ۱۶۹۸ – درگذشته ۲۵ نوامبر ۱۷۷۴)، طبیعی‌دان بریتانیایی بود.
در سال ۱۷۴۰، او به عنوان عضو انجمن باستانی و انجمن سلطنتی انتخاب شد. در سال ۱۷۴۴، او مدال طلای کاپلی را برای مشاهدات میکروسکوپی بر روی بلورش ذرات نمک دریافت کرد.